# Módulo orbital

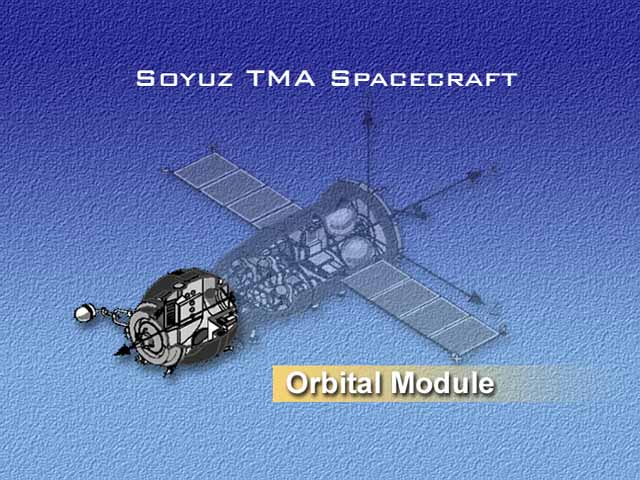
Módulo orbital de la nave Soyuz.

El módulo orbital es una parte esférica de la serie de naves soviético-rusa Soyuz. Está diseñado para usarse solo en órbita. El módulo no necesita ser reforzado para sobrevivir a la reentrada, permitiéndole proveer más espacio útil por menos peso que otros diseños de cápsulas tripuladas.
Sirve principalmente para los procedimientos de descanso e higiene de una nave tripulada durante la fase de vuelo orbital, cuando se usa como un transbordador a la estación espacial. Aunque en las primeras misiones Soyuz el módulo se usaba para experimentos e incluso como una esclusa de aire para las transferencias de pasajeros en los paseos de las Soyuz 4 y Soyuz 5. 
En las naves Shenzhou chinas, el módulo orbital ha sido actualizado para llevar sus propios paneles solares y un sistema de maniobra orbital, así es capaz de operar como una nave independiente después de separase del módulo de reentrada y del módulo de servicio.
La forma actual del planeado CSTS (Crew Space Transportation System) euro-ruso también sigue la distribución de tres módulos de la Soyuz e incluirá un módulo orbital.
- Datos: Q1407434